# Parahytinga

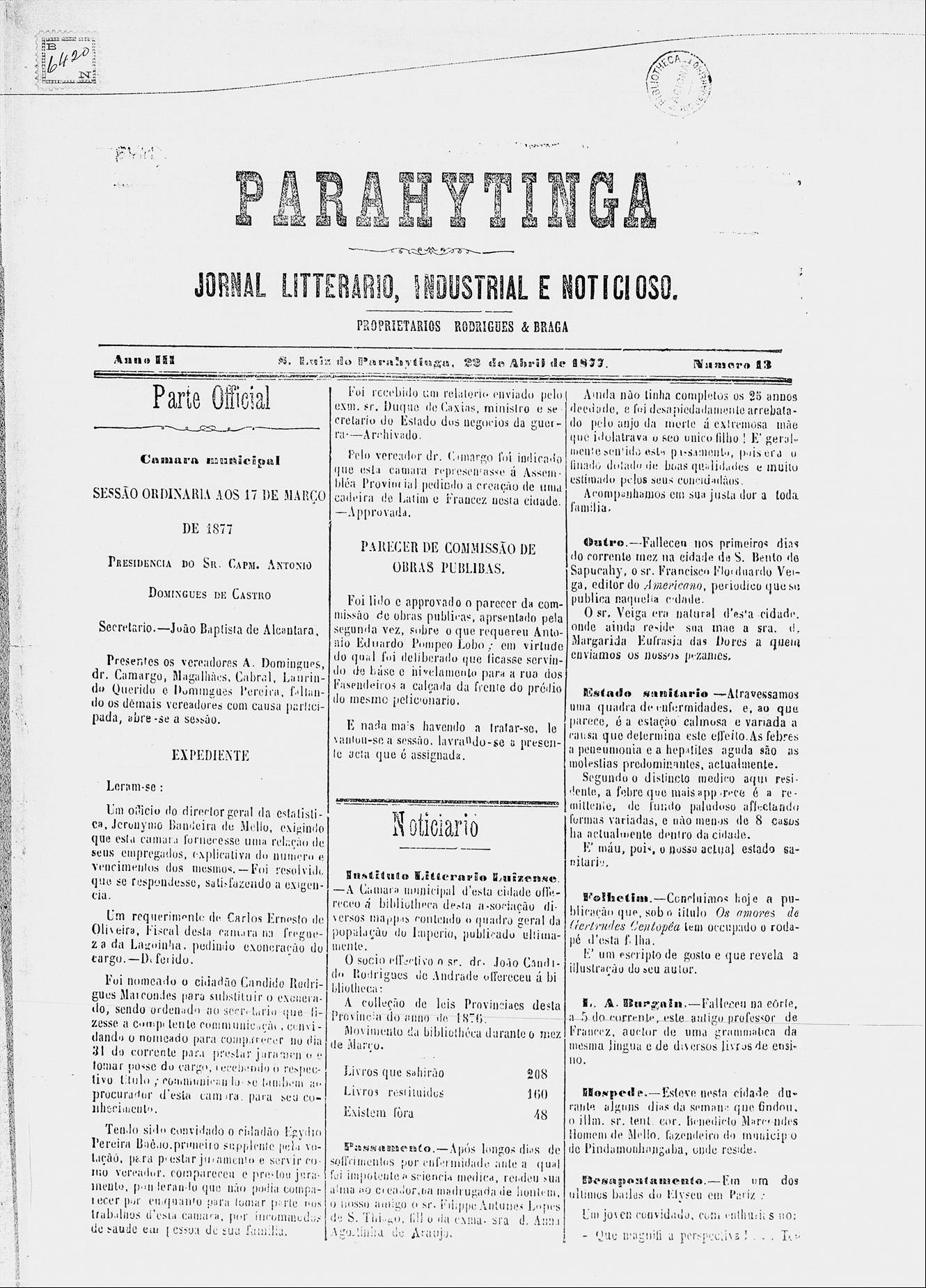
Primeira página da 13º edição do jornal Parahytinga, publicado em 1877.

Parahytinga foi um jornal periódico publicado na cidade de São Luiz do Paraitinga, no Vale do Paraíba paulista, entre 23 de agosto de 1874 e 1877.
Fundado pelo luizense José Hygino Braga, é considerado como o primeiro jornal com circulação periódica nessa cidade, que recebeu, de D. Pedro II, o título de Imperial Cidade, no ano do centenário da paróquia, em 1873.
Já no século XX, durante a Primeira República, a publicação foi "refundada", porém, existindo de forma precária entre 1926 e 1927.